# Praskov'ja Fëdorovna Saltykova
Praskov'ja Fëdorovna Saltykova (in russo Прасковья Фёдоровна Салтыкова?; Mosca, 12 ottobre 1664 – San Pietroburgo, 13 ottobre 1723) è stata zarina di Russia come unica moglie di Ivan V. Era figlia di Fëdor Petrovič Saltykov e di Anna Michajlovna Tatiščeva.
Ivan V e Praskov'ja ebbero cinque figlie: Maria, Feodosia, Caterina, Anna e Praskov'ja. Una di esse - Anna Ivanovna - salì al trono nel 1730. Un'altra figlia, Caterina, fu la madre della reggente di Russia Anna Leopol'dovna.
Praskov'ja Fëdorovna visse a lungo come zarina madre a Mosca e San Pietroburgo dopo la morte del marito; aveva un grande rispetto per il cognato imperatore Pietro I per il quale organizzò la corte nel proprio palazzo, in quanto Pietro, in quel periodo, non aveva una moglie legale, e quindi non aveva un luogo dove accogliere gli ospiti stranieri. A seguito della morte di Ivan V, Praskov'ja iniziò una lunga relazione con il boiardi Vasilij Juškov, che Pietro I accettò come membro della corte della cognata. Le figlie illegittime di Pietro, Elisabetta (futura imperatrice) e Anna (madre del futuro zar Pietro III) furono educate alla corte di Praskov'ja.